# 列島リレードキュメント
列島リレードキュメント（れっとうリレードキュメント）は、NHK総合テレビジョンで1993年4月11日から1998年3月29日まで放送されたテレビ番組である。

## 概要
日本列島各地の「今」を生き生きと描く、1本15分の短編ドキュメンタリー番組である。

## 放送時間
- 1993年度：土曜 23:30 - 24:15
- 1994年度：月 - 木曜 23:45 - 24:00
- 1995年度：月 - 木曜 23:55 - 24:10
- 1996年度：月 - 木曜 11:15 - 11:30
- 1997年度：月 - 水曜 11:15 - 11:30